# Distretto di Daday
Il distretto di Daday (in turco Daday ilçesi) è uno dei distretti della provincia di Kastamonu, in Turchia.